# Ⱪ
Das Ⱪ (kleingeschrieben ⱪ) ist ein Buchstabe des lateinischen Schriftsystems, das aus einem K mit heruntergezogener Serife besteht. Verwechslungsmöglichkeiten bestehen mit ᶄ oder ķ sowie dem kyrillischen Buchstaben Қ. Der Buchstabe wurde in der lateinischen Version des uigurischen Alphabets verwendet, die heute nur nicht mehr so häufig verwendet wird. Das Ⱪ entspricht dem persisch-arabischen Buchstaben ق.

## Darstellung auf dem Computer
Unicode enthält das Ⱪ an den Codepunkten U+2C69 (Großbuchstabe) und U+2C6A (Kleinbuchstabe).